# Salsicha
A salsicha (do italiano salsiccia) é um enchido feito a partir de carnes (geralmente, de porco) frescas ou defumadas, moídas, com gordura animal, ervas, especiarias e outros ingredientes.
A salsicha quando está na sua lata encontra-se crua e obtém seu formato por conta de sua embalagem comestível, historicamente feita dos intestinos de animais, e, mais modernamente, fabricada de forma sintética; devido a isto, são classificadas como produtos embutidos ou enchidos. Não podemos confundir as salsichas com alimentos como patê, pois, apesar de serem também feitos a partir de carne e temperos, não são embutidos.
É conhecida como vina em Curitiba e arredores, termo que tem sua origem no alemão Wiener (literalmente, "vienense").

## Classificação
As salsichas podem ser classificadas de diversas maneiras. Por exemplo, pelo tipo de carne da qual ela é feita e outros ingredientes que ela contém, ou pela sua consistência. A classificação mais popular é pelo tipo de preparação; entretanto, até este tipo de classificação sofre de diferentes opiniões em cada região.
Uma classificação aparentemente bem aceita entre os países cujo idioma é o inglês distingue entre salsichas cozidas, salsichas frescas e salsichas secas:
- Salsichas cozidas: são feitas com carne fresca e depois cozidas. Devem ser comidas logo após o preparo ou refrigeradas para melhor conservação. Exemplos incluem braunschweiger e salsichas de fígado.
- Salsichas cozidas e defumadas: são cozidas e depois defumadas ou cozidas na fumaça. São consumidas frias ou quentes, mas precisam ser refrigeradas quando guardadas. Exemplos incluem a salsicha de hot dog, kielbasa e mortadela.
- Salsichas frescas: são feitas com carne que não foi previamente curada. Elas precisam ser refrigeradas e bem cozidas ou assadas antes do consumo. Exemplos incluem boerewors, salsicha italiana e salsicha de carne crua.
- Salsichas frescas e defumadas: são salsichas feitas de carne fresca e depois defumadas. Elas devem ser refrigeradas e bem cozidas ou assadas antes de serem comidas. Exemplos incluem mettwurst e salsicha romena.
- Salsichas secas: são feitas de carne fresca e depois são secas com, por exemplo, adição de sal. São geralmente consumidas frias e se mantêm por um longo tempo. Exemplos incluem salame e droë wors.

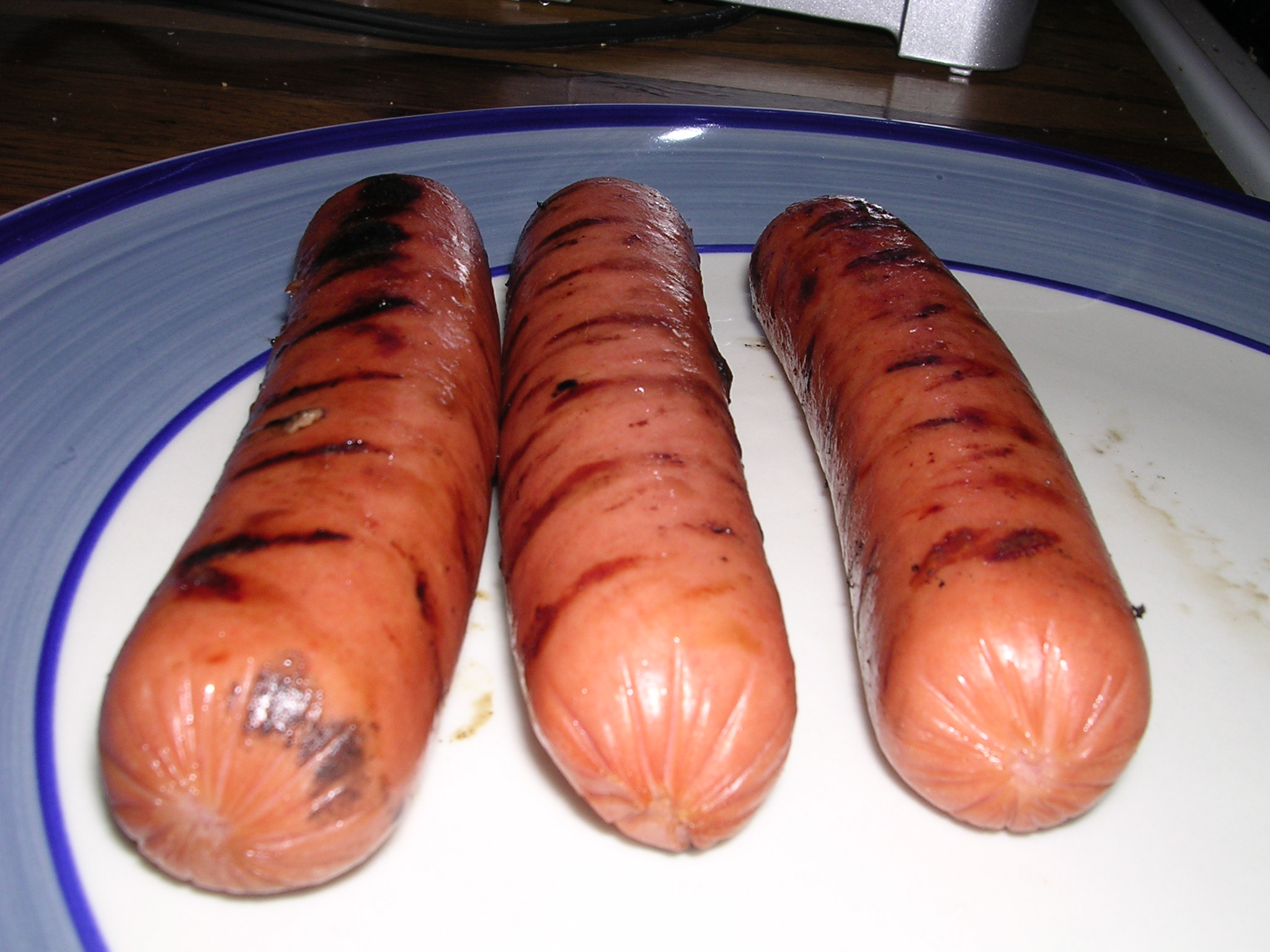
Prato de salsichas prontas para o consumo.

Outros países, entretanto, usam diferentes sistemas de classificação. A Alemanha, por exemplo, que ostenta mais de 1200 tipos de salsicha, apresenta uma classificação entre salsichas cruas, salsichas pré-cozidas e salsichas cozidas.
- Salsichas cruas: são feitas com carne crua e não são cozidas. Elas são preservadas por fermentação de ácido lático, e podem ser secadas, curadas ou defumadas. A maior parte das salsichas cruas dura bastante tempo. Exemplos incluem cervelat, mettwurst e salame.
- Salsichas pré-cozidas: são feitas com carne cozida e podem incluir carne de órgãos crus. Elas podem ser aquecidas após terem sido embutidas e irão durar apenas por alguns dias. Exemplos incluem saumagen e blutwurst.
- Salsichas cozidas: podem incluir água e emulsificantes e são sempre cozidas. Elas não duram por muito tempo. Exemplos incluem jagdwurst e weißwurst.

Certos países classificam as salsichas de acordo com a região na qual a salsicha foi originalmente produzida:

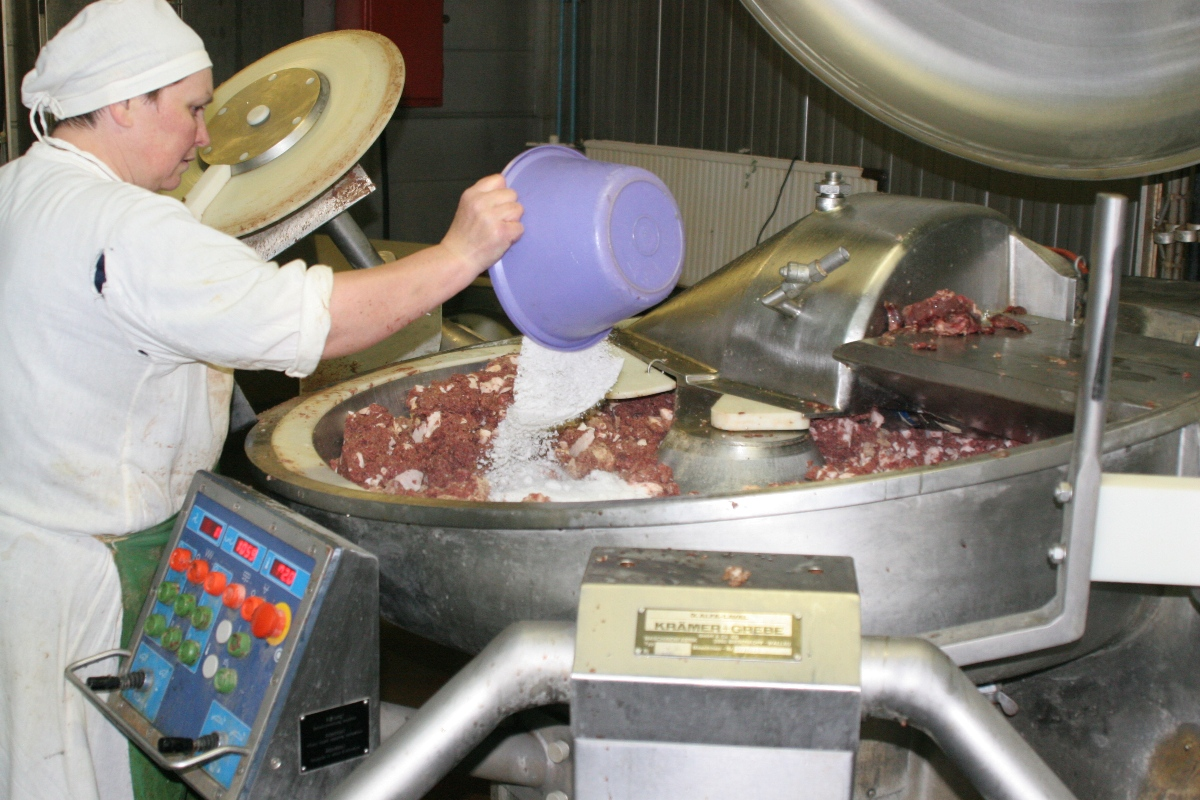
Confecção de salsichas na Rússia.

- França: Montbéliard, Morteau, Strasbourg, Toulouse…
- Alemanha: Frankfurt, Turíngia, Nuremberg, Pomerânia…
- Áustria: Viena…
- Itália: Merano…
- Inglaterra: Cumberland, Chiltern, Lincolnshire…
- Eslovênia: Kranjska (klobasa)…
- Espanha: botifarra catalana, chorizo riojano, chorizo gallego, chorizo de Teror, longaniza de Aragón, morcilla de Burgos, morcilla de Ronda, morcilla extremeña, morcilla dulce canaria, salchichón de Vic, fuet d'Olot, sobrasada mallorquina, botillo de León, longaniza de Valencia, farinato de Salamanca…
- Polônia: kielbasa krakowska (estilo Kraków), toruńska (Toruń), żywiecka (Żywiec), bydgoska (Bydgoszcz), krotoszyńska (Krotoszyn), podwawelska (literalmente: "de debaixo de Wawel"), zielonogórska (Zielona Góra), rzeszowska (Rzeszów), śląska (Silésia)…
- Hungria: kolbász gyulai (por causa da cidade de Gyula), csabai (por causa da cidade de Békéscsaba)

## Galeria

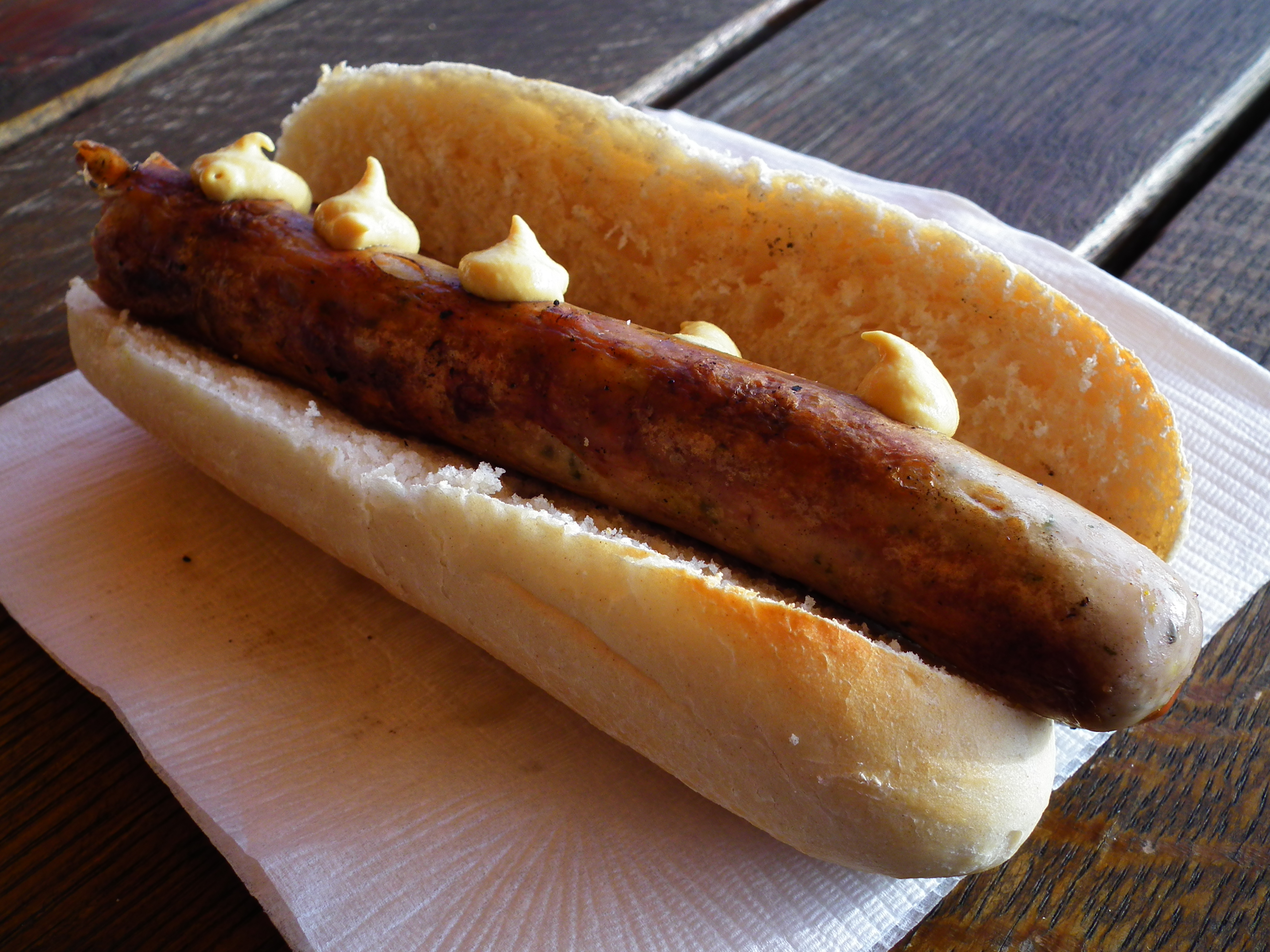
Salsicha servida com pão na Alemanha.
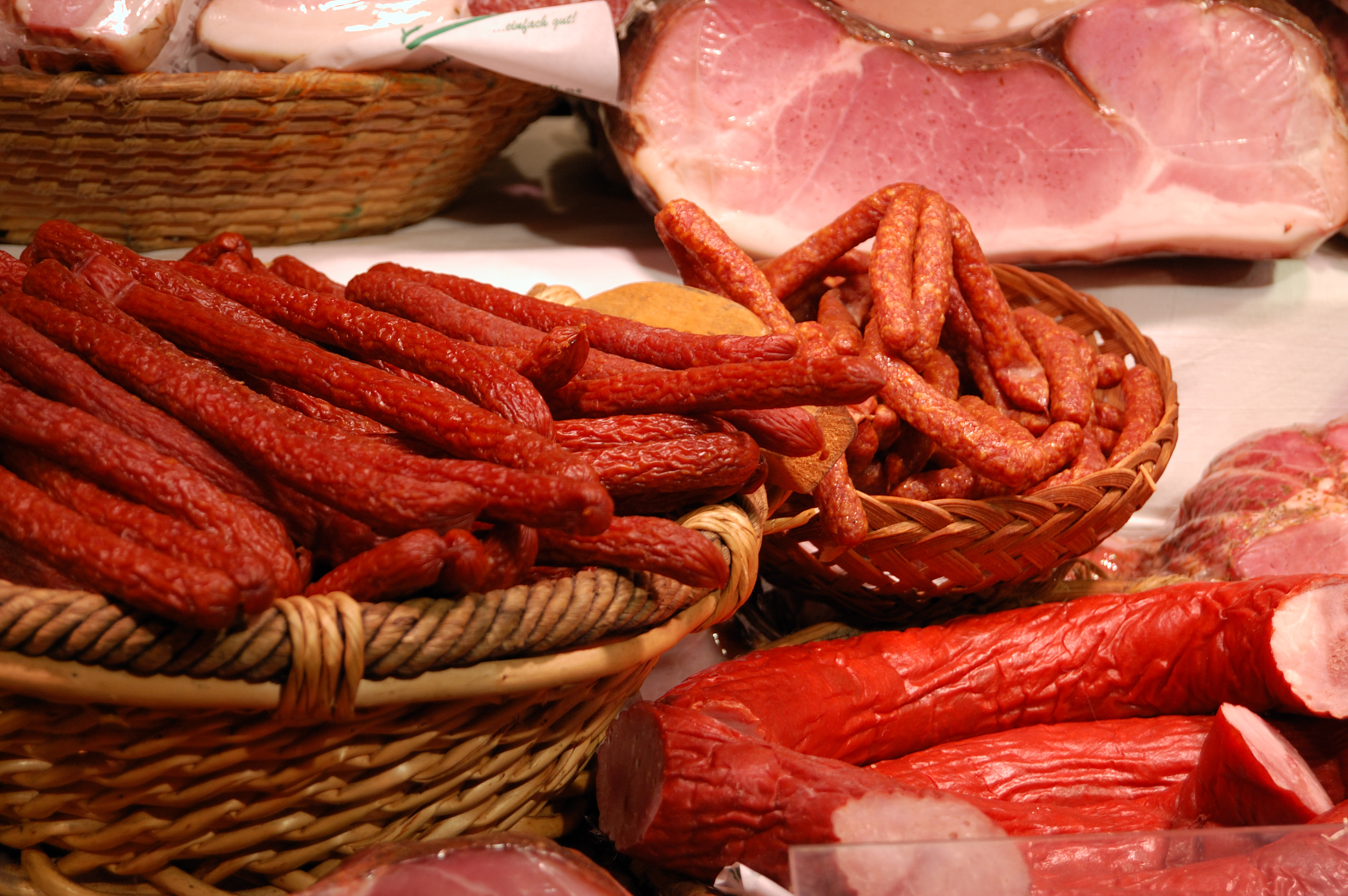
Salsichas austríacas.
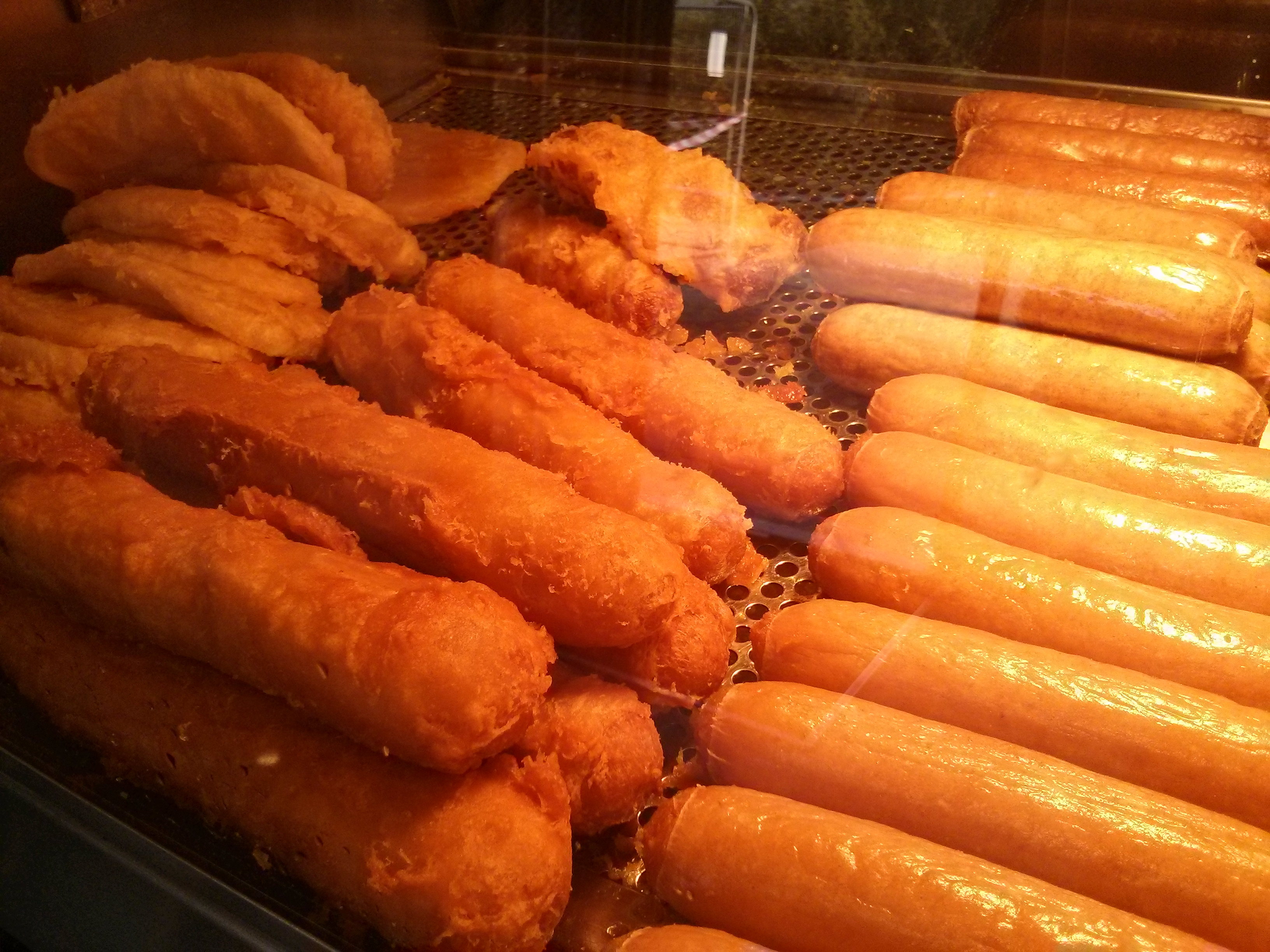
Salsichas sendo vendidas na Inglaterra.
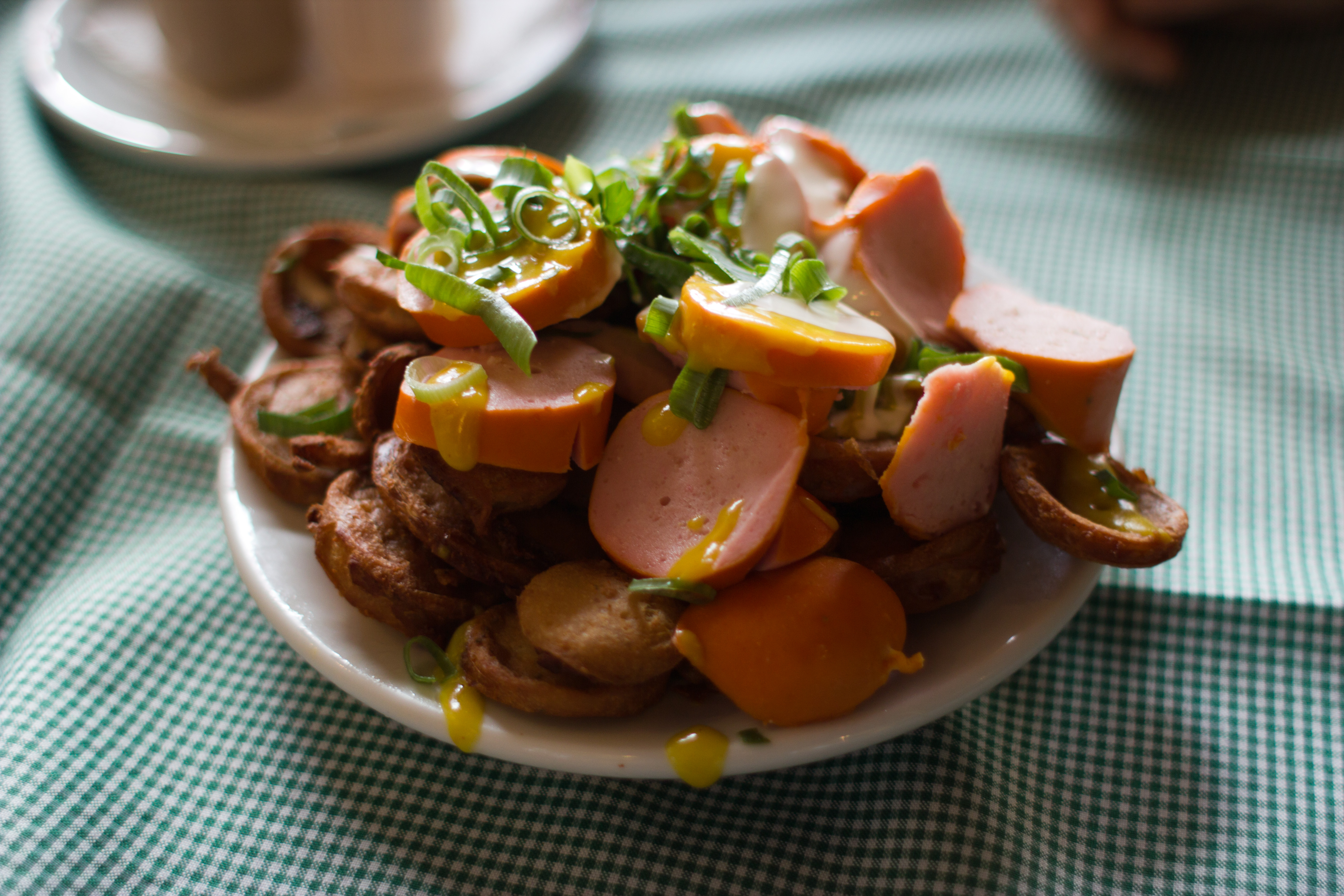
Prato de salsicha vienense fatiada na cidade de Curitiba, no Paraná, Brasil.
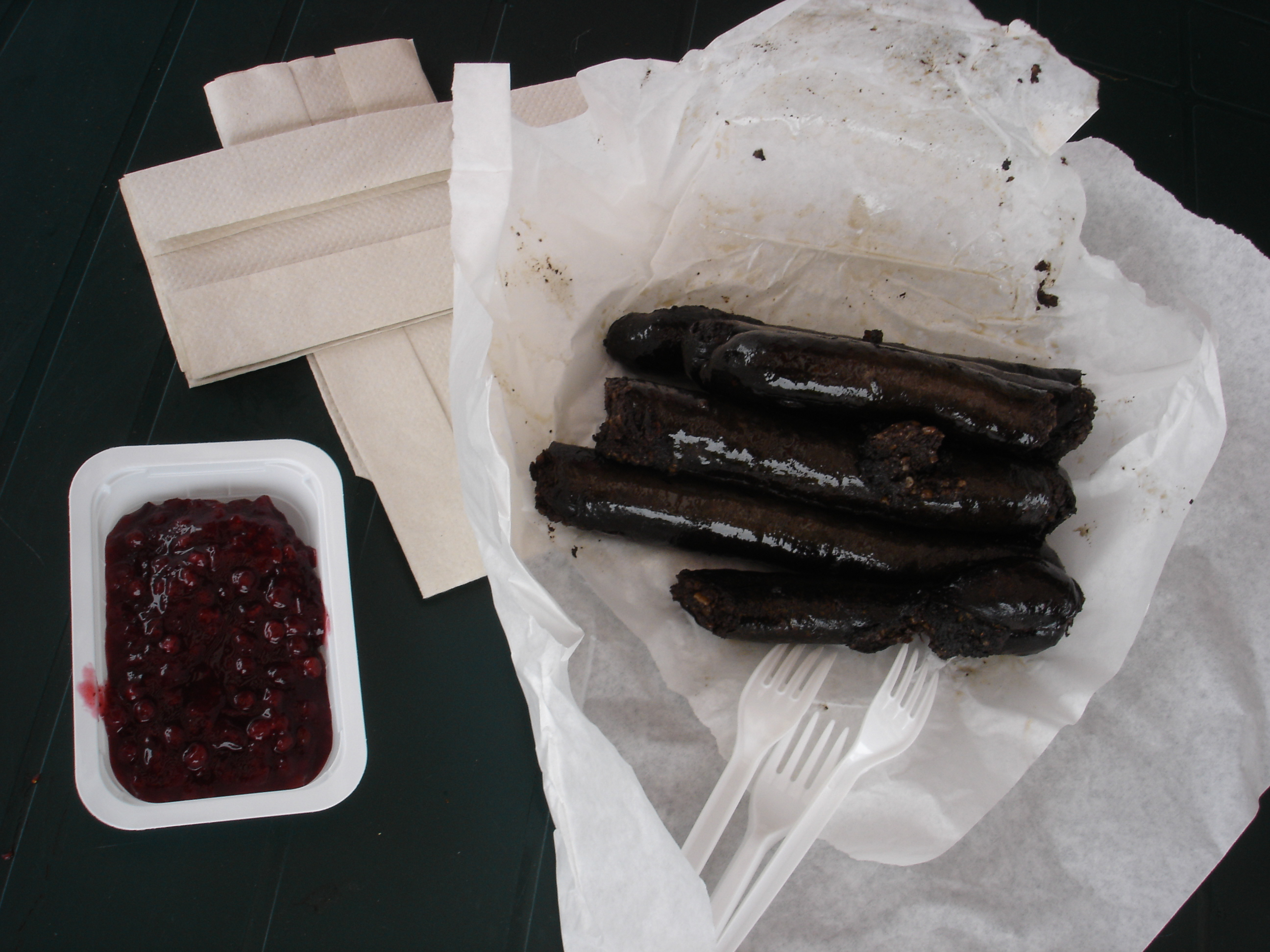
Mustamakkara, uma linguiça preta finlandesa com geleia de arando-vermelho, comida tradicional em Tampere.
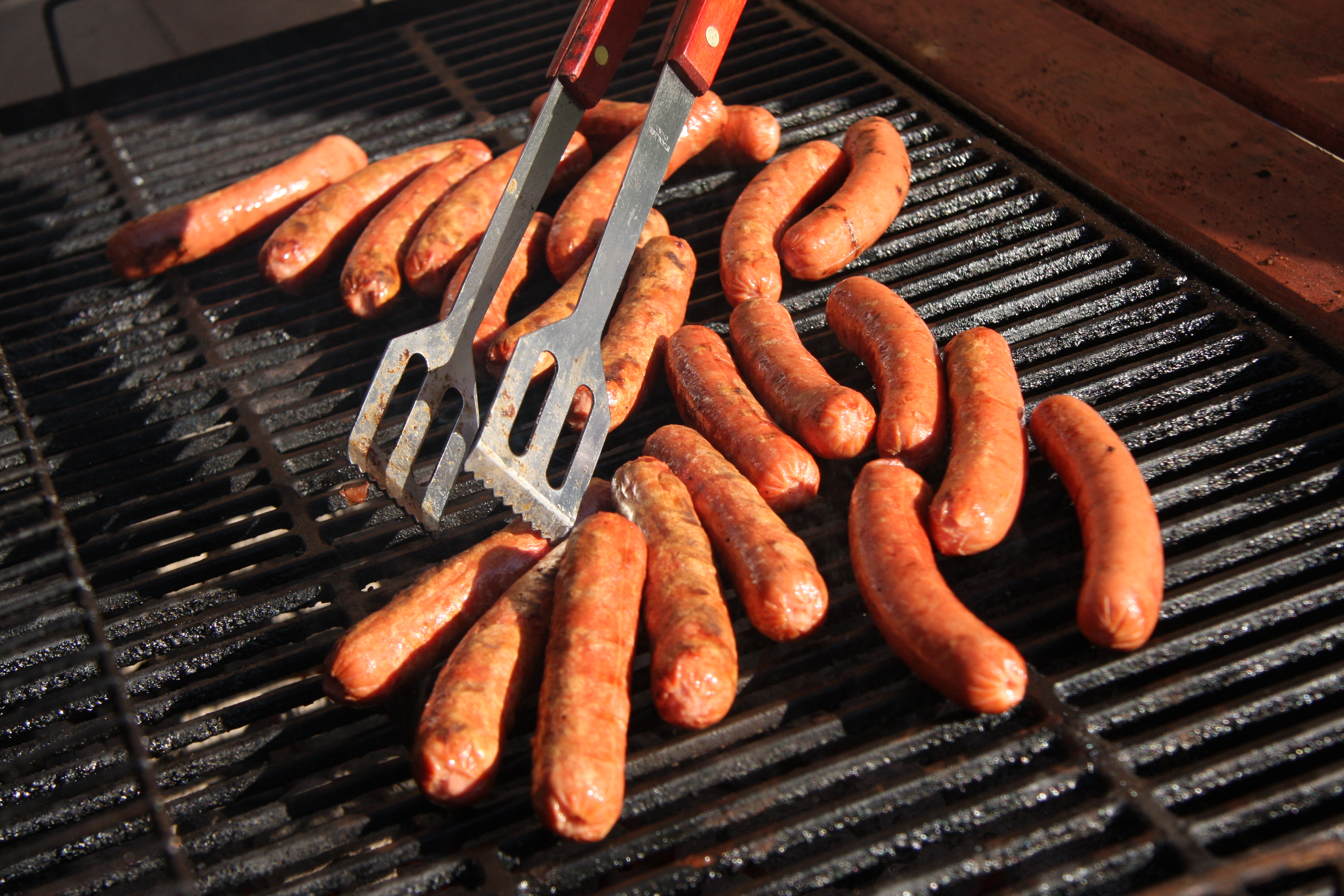
Salsichas assadas nos Estados Unidos.
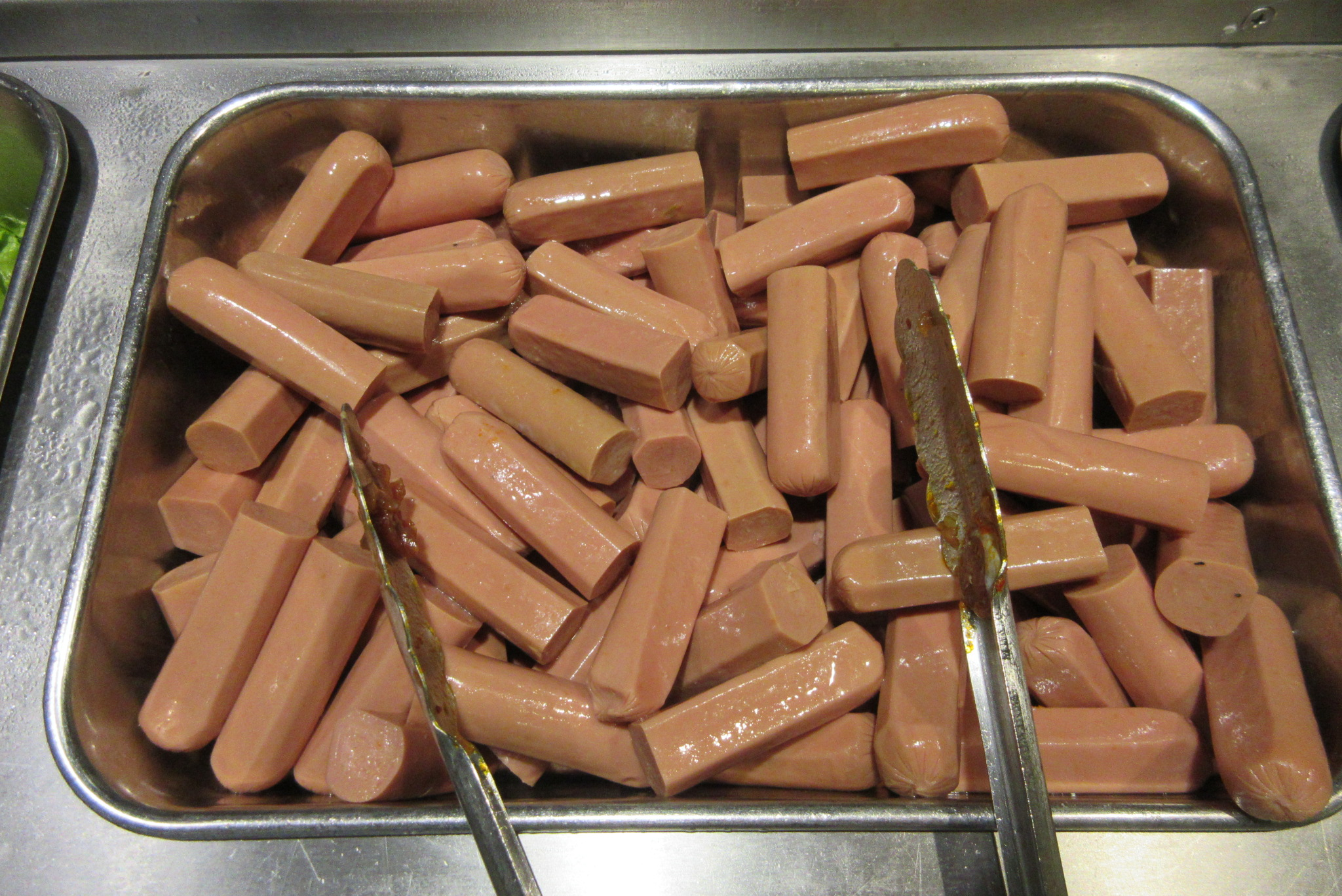
Salsichas em Hong Kong, na China.
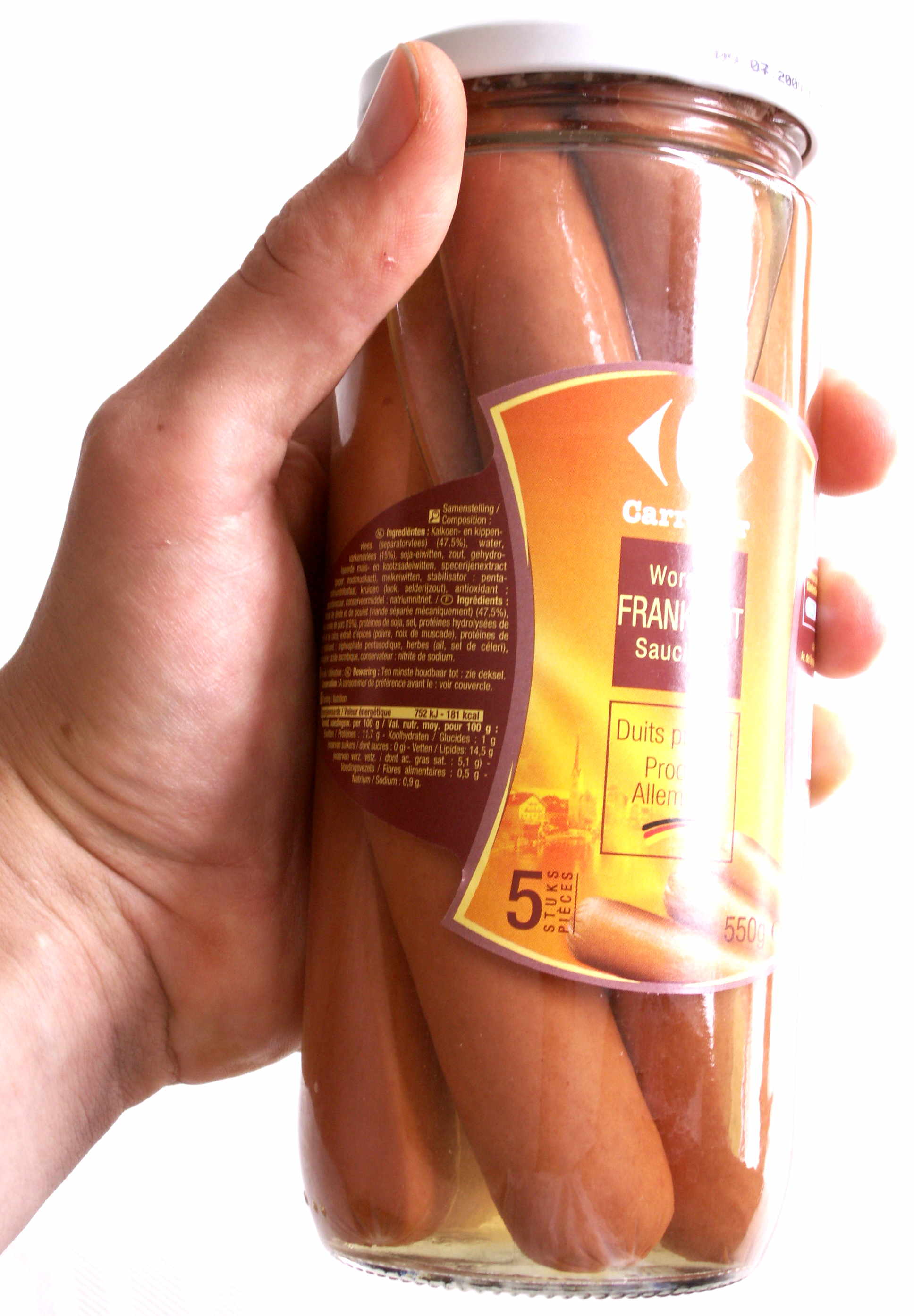
Pote de salsichas frankfurter vendida na Alemanha.